# Tennis in the Land 2022 - Qualificazioni singolare
Le qualificazioni del singolare femminile del Tennis in the Land 2022 sono un torneo di tennis preliminare per accedere alla fase finale della manifestazione. Le vincitrici dell'ultimo turno entrano di diritto nel tabellone principale. In caso di ritiro di una o più giocatrici aventi diritto a queste subentrano le lucky loser, ossia le giocatrici che hanno perso nell'ultimo turno ma che hanno una classifica più alta rispetto alle altre partecipanti che avevano comunque perso nel turno finale.

## Teste di serie
1. Kateřina Siniaková (spostata nel tabellone principale)
2. Harmony Tan (qualificata)
3. Marcela Zacarías (ultimo turno, lucky loser)
4. Laura Siegemund (qualificata)

1. Francesca Di Lorenzo (ultimo turno, lucky loser)
2. Grace Min (primo turno)
3. Mariam Bolkvadze (primo turno)
4. Iryna Šymanovič (ultimo turno, lucky loser)

## Qualificate
1. Eri Hozumi
2. Harmony Tan

1. Dalayna Hewitt
2. Laura Siegemund

### Lucky Loser
1. Marcela Zacarías
2. Francesca Di Lorenzo

1. Iryna Šymanovič

## Tabellone

### Legenda
| - Q = Qualificato - WC = Wild card - LL = Lucky loser | - ALT = Alternate - SE = Special Exempt - PR = Protected Ranking | - w/o = Walkover - r = Ritirato - d = Squalificato |

### Sezione 1
|  | Primo turno | Primo turno     | Primo turno | Primo turno | Primo turno |  |  | Secondo turno | Secondo turno   | Secondo turno | Secondo turno | Secondo turno |  |
|  |             |                 |             |             |             |  |  |               |                 |               |               |               |  |
|  | Alt         | Eri Hozumi      | Eri Hozumi  | 6           | 6           |  |  |               |                 |               |               |               |  |
|  |             | Han Xinyun      | Han Xinyun  | 4           | 2           |  |  | Alt           | Eri Hozumi      | 3             | 6             | 6             |  |
|  |             | Anna Danilina   | 6           | 4           | 4           |  |  | 8             | Iryna Šymanovič | 6             | 1             | 4             |  |
|  | 8           | Iryna Šymanovič | 1           | 6           | 6           |  |  |               |                 |               |               |               |  |

### Sezione 2
|  | Primo turno | Primo turno      | Primo turno      | Primo turno | Primo turno |  |  | Secondo turno | Secondo turno | Secondo turno | Secondo turno | Secondo turno |  |
|  |             |                  |                  |             |             |  |  |               |               |               |               |               |  |
|  | 2           | Harmony Tan      | Harmony Tan      | 6           | 7           |  |  |               |               |               |               |               |  |
|  |             | Aldila Sutjiadi  | Aldila Sutjiadi  | 3           | 5           |  |  | 2             | Harmony Tan   | Harmony Tan   | 7             | 6             |  |
|  |             | Jessie Aney      | Jessie Aney      | 6           | 7           |  |  |               | Jessie Aney   | Jessie Aney   | 5             | 4             |  |
|  | 7           | Mariam Bolkvadze | Mariam Bolkvadze | 4           | 5           |  |  |               |               |               |               |               |  |

### Sezione 3
|  | Primo turno | Primo turno      | Primo turno    | Primo turno | Primo turno |  |  | Secondo turno | Secondo turno    | Secondo turno | Secondo turno | Secondo turno |  |
|  |             |                  |                |             |             |  |  |               |                  |               |               |               |  |
|  | 3           | Marcela Zacarías | 6              | 3           | 6           |  |  |               |                  |               |               |               |  |
|  |             | Victoria Duval   | 4              | 6           | 2           |  |  | 3             | Marcela Zacarías | 6             | 4             | 4             |  |
|  | WC          | Dalayna Hewitt   | Dalayna Hewitt | 7           | 6           |  |  | WC            | Dalayna Hewitt   | 2             | 6             | 6             |  |
|  | 6           | Grace Min        | Grace Min      | 5           | 3           |  |  |               |                  |               |               |               |  |

### Sezione 4
|  | Primo turno | Primo turno          | Primo turno          | Primo turno | Primo turno |  |  | Secondo turno | Secondo turno        | Secondo turno        | Secondo turno | Secondo turno |  |
|  |             |                      |                      |             |             |  |  |               |                      |                      |               |               |  |
|  | 4           | Laura Siegemund      | Laura Siegemund      | 6           | 6           |  |  |               |                      |                      |               |               |  |
|  | WC          | Akasha Urhobo        | Akasha Urhobo        | 4           | 3           |  |  | 4             | Laura Siegemund      | Laura Siegemund      | 7             | 6             |  |
|  |             | Maegan Manasse       | Maegan Manasse       | 4           | 4           |  |  | 5             | Francesca Di Lorenzo | Francesca Di Lorenzo | 5             | 2             |  |
|  | 5           | Francesca Di Lorenzo | Francesca Di Lorenzo | 6           | 6           |  |  |               |                      |                      |               |               |  |